# Rosibel García
Rosibel García, född 13 februari 1981, är en friidrottare från Colombia. Hon deltog vid olympiska sommarspelen 2008 och olympiska sommarspelen 2012.